# Egon Horak
Egon Horak, född 1937 i Innsbruck, Österrike, är en österrikisk professor i biologi och framstående mykolog som bland annat är känd för sitt arbete med Agaricales taxonomi.